# کم‌فشار ایسلند

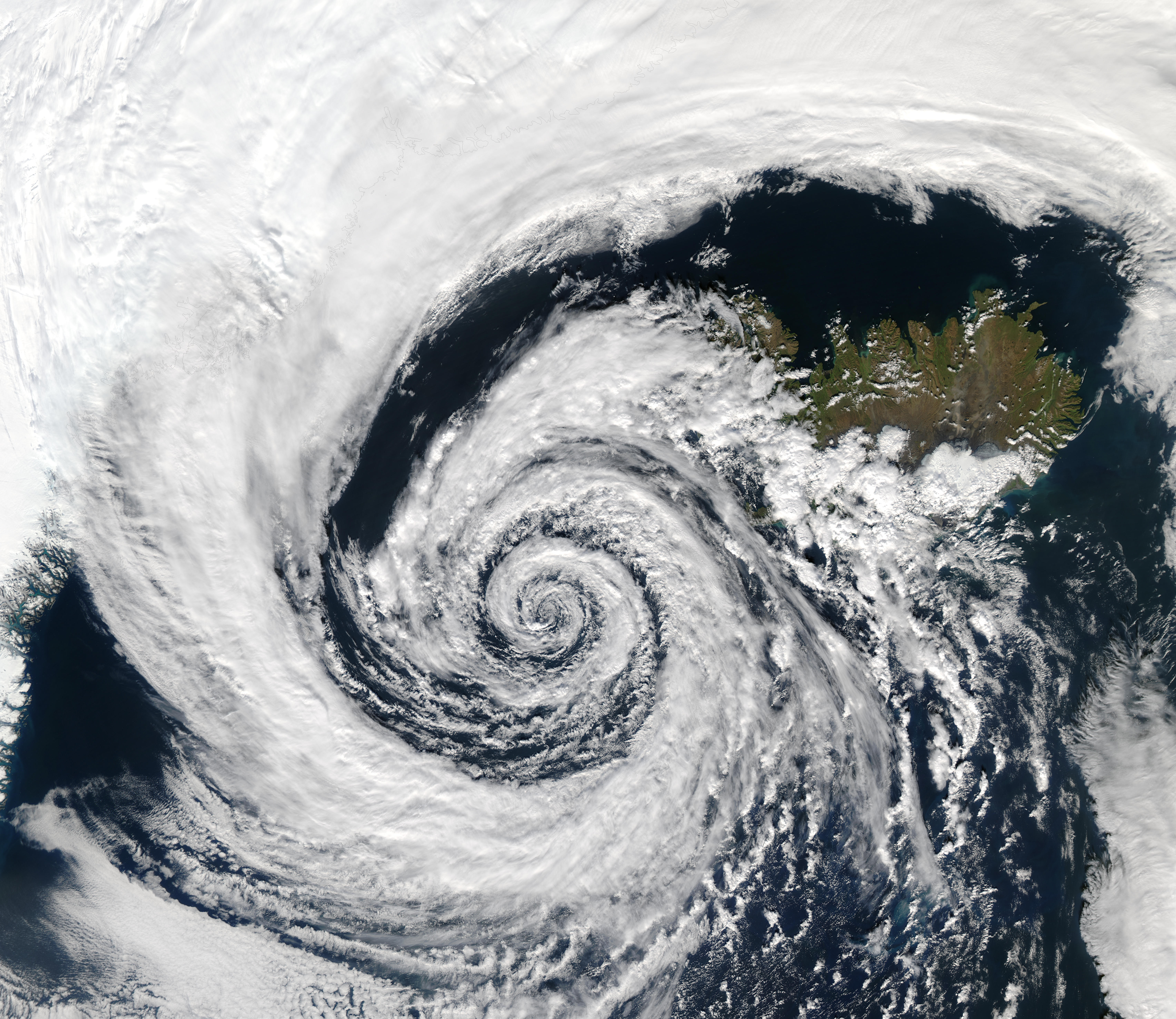
یک گردباد ایسلندی در ۴ سپتامبر ۲۰۰۳

کم‌فشار ایسلند یک مرکز نسبتاً ثابت فشار جوی کم است که میان ایسلند و گرینلند جنوبی قرار دارد و در زمستان نیم‌کرهٔ شمالی به سمت دریای بارنتز گسترش می‌یابد. در تابستان، این مرکز ضعیف می‌شود و به دو مرکز، یکی در نزدیکی تنگهٔ دیویس و دیگری در غرب ایسلند، تقسیم می‌شود. کم‌فشار ایسلند یک مرکز مهم فعالیت در چرخهٔ جوی نیم‌کرهٔ شمالی و متناظر با فعالیت گردبادی مکرر است. این نقطه، یکی از قطب‌های نوسان اطلس شمالی است که قطب دیگر آن پرفشار آزور است.